# Jacques-Frédéric Brackenhoffer
Pour les articles homonymes, voir Brackenhoffer.
Jacques-Frédéric Brackenhoffer (né à Strasbourg le 7 août 1759 et mort dans la même ville le 13 mars 1838) descend d'une vieille famille strasbourgeoise qui a fourni plusieurs ammestres à la cité. Docteur en droit, il a été maire de Strasbourg de 1810 à 1815 et député de 1815 à 1819.
Il est inhumé au cimetière Saint-Gall de Strasbourg (Koenigshoffen), auprès de son épouse Françoise Salomé Lemp (1770-1847).

## Hommages

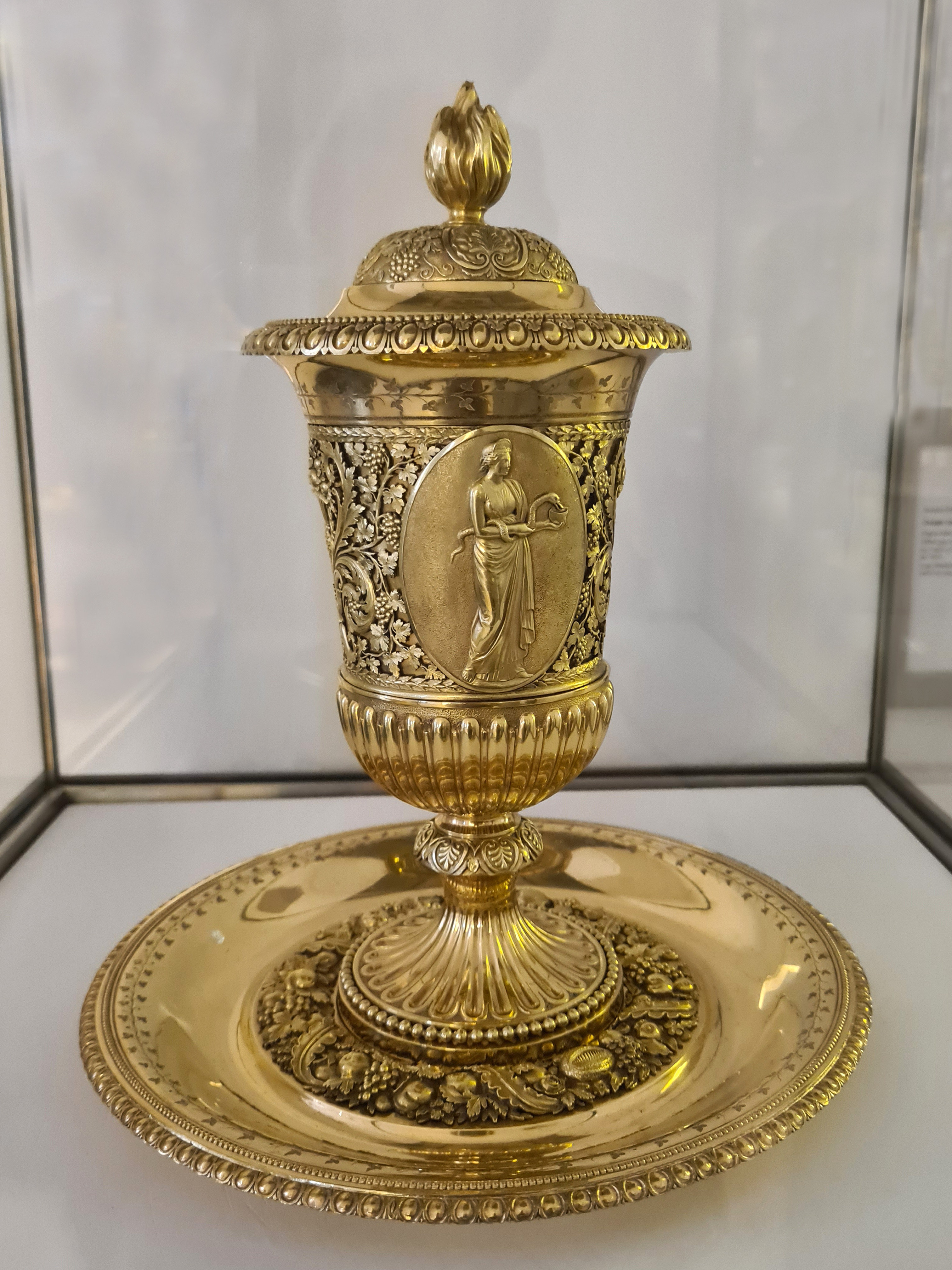
Coupe de J. F. Kirstein offerte par la bourgeoisie strasbourgeoise au maire Brackenhoffer à l'issue du blocus de 1814.

Une rue de Strasbourg, située dans le quartier de la Meinau, porte son nom.